# 欧祖维尔叙里
欧祖维尔叙里（法語：Auzouville-sur-Ry，法語發音：[ozuvil syʁ ʁi]，意为“里上方的欧祖维尔”）是法国滨海塞纳省的一个市镇，属于鲁昂区。

## 地理
欧祖维尔叙里（49°26'29"N, 1°18'42"E）面积7.98 平方千米，位于法国诺曼底大区滨海塞纳省，该省份为法国北部沿海省份，其西部及北部濒大西洋英吉利海峡，东起顺时针与索姆省、瓦兹省、厄尔省和卡爾瓦多斯省接壤。
与欧祖维尔叙里接壤的市镇（或旧市镇、城区）包括：莱特吉沃、佩吕埃勒、弗雷讷勒普朗。
欧祖维尔叙里的时区为UTC+01:00、UTC+02:00（夏令时）。

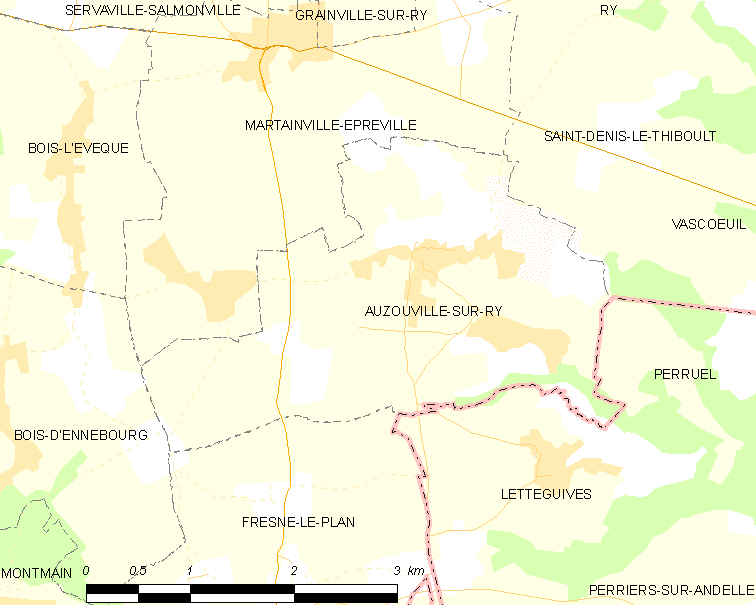
欧祖维尔叙里的OSM定位图

## 行政
欧祖维尔叙里的邮政编码为76116，INSEE市镇编码为76046。

## 政治
欧祖维尔叙里所属的省级选区为勒梅尼勒埃纳尔县。

## 人口

1962-2008年间欧祖维尔叙里人口变化图示

欧祖维尔叙里于2022年1月1日时的人口数量为681人。